# Juan Carlos Franco
Juan Carlos Franco (17 d'abril de 1973) és un exfutbolista paraguaià.

## Selecció del Paraguai
Va formar part de l'equip paraguaià a la Copa del Món de 2002.